# Désiré Merchez
Désiré Alfred Merchez, né le 16 août 1882 à Lille (Nord) et mort le 8 juillet 1968 à Nice (Alpes-Maritimes), est un nageur et un joueur de water polo français. 

## Carrière
Licencié aux Pupilles de Neptune de Lille, Désiré Merchez participe aux épreuves de natation aux Jeux olympiques d'été de 1900 à Paris en 1 000 m nage libre, où il ne parvient pas à sortir des séries, et en 200 m par équipes, où il obtient une médaille de bronze. Durant ces mêmes Jeux, en water polo, il termine avec la deuxième des Pupilles de Neptune à la troisième place.
En 1925, il dirige et entraîne encore et toujours l'équipe des Pupilles de Neptune de Lille, en water-polo.